# Antica diocesi di Ely

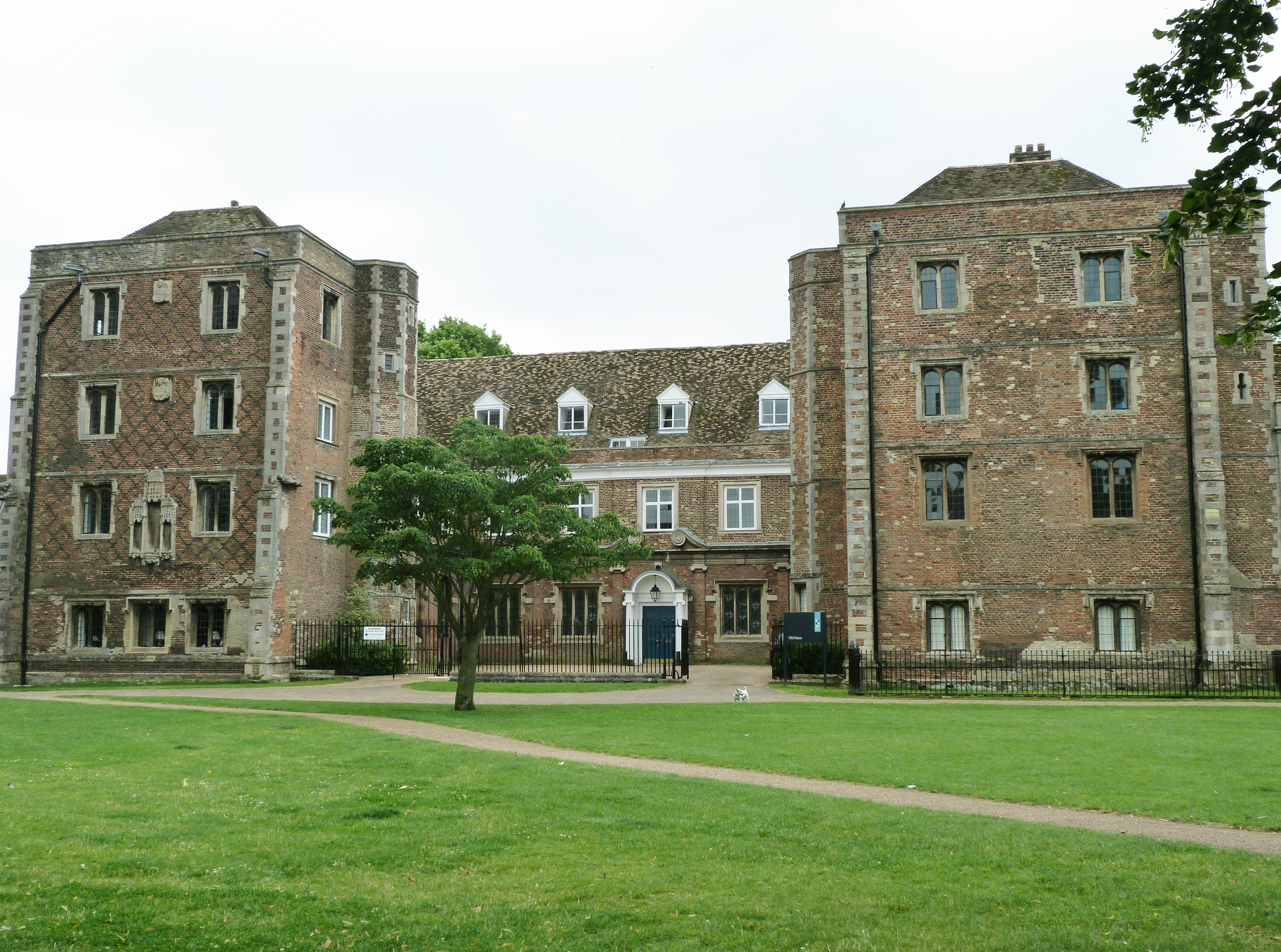
Il palazzo vescovile di Ely, fatto costruire dal vescovo John Alcock (1486-1500).

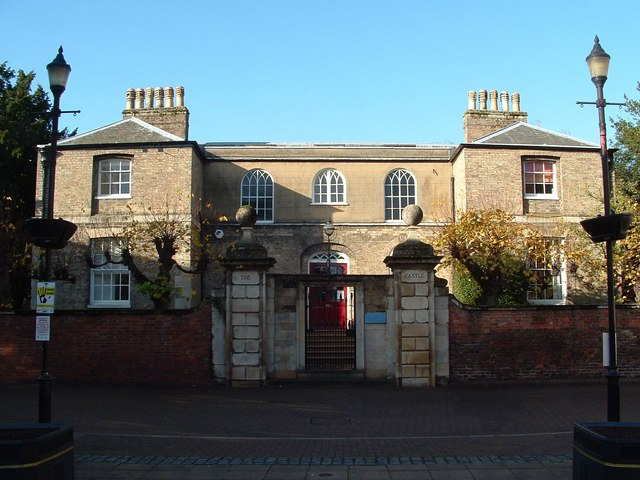
Il Wisbech Castle, maniero di proprietà dei vescovi di Ely, centro difensivo dell'isola di Ely.

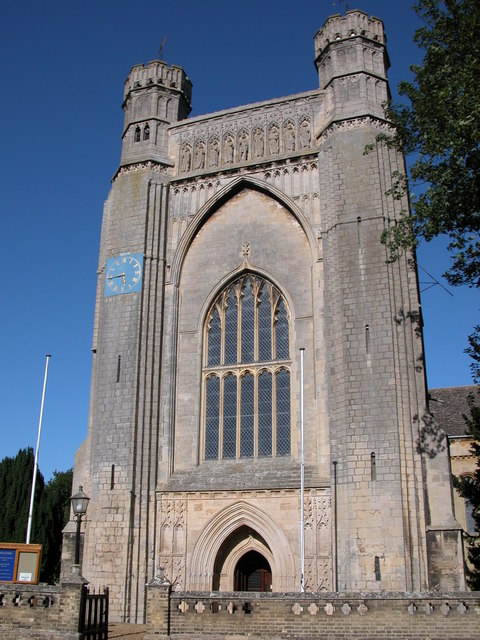
La chiesa dell'abbazia di Thorney, fondata nella seconda metà del X secolo.

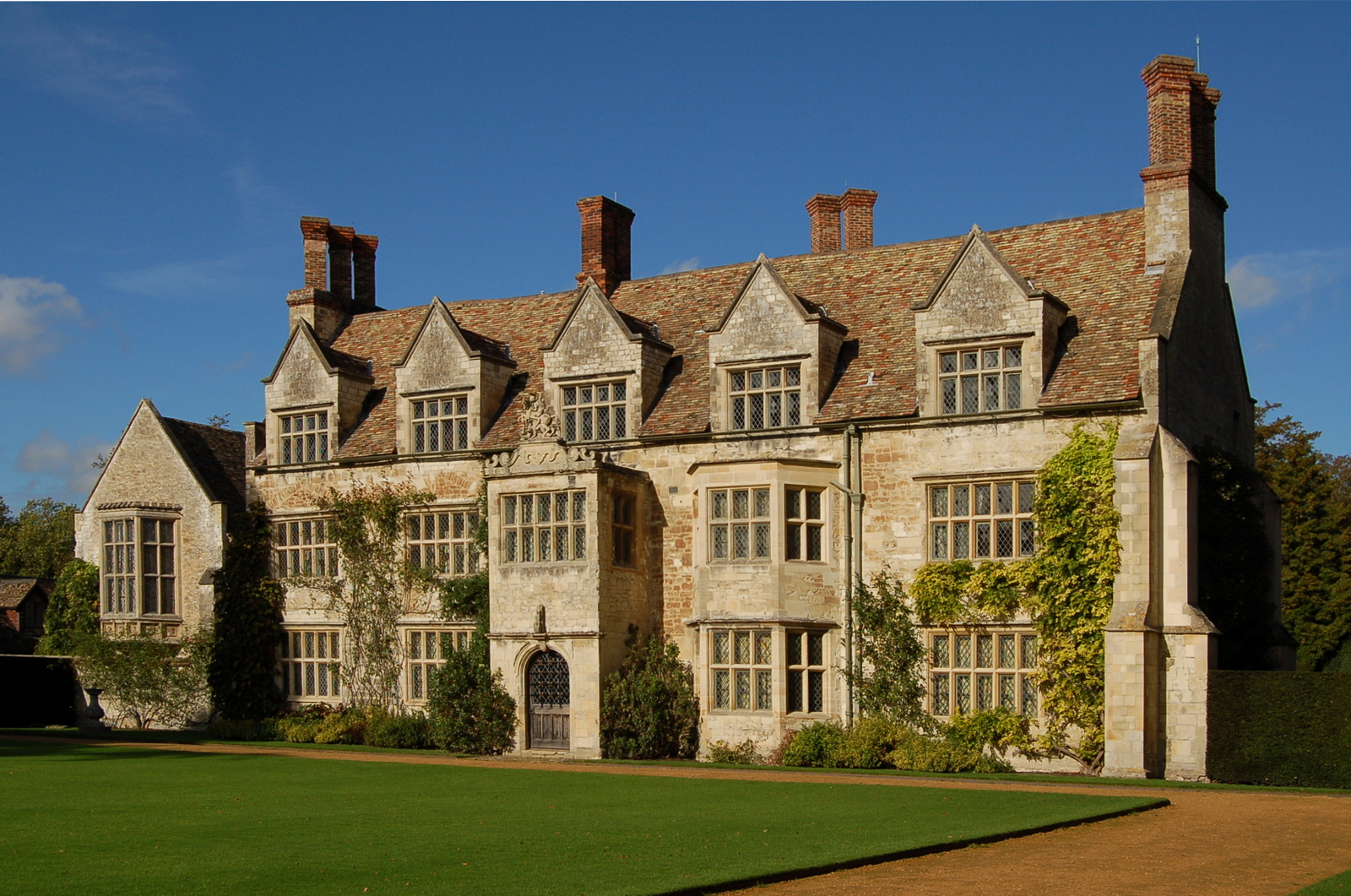
Il priorato agostiniano di Anglesey.

La diocesi di Ely (in latino Dioecesis Eliensis) è una sede soppressa della Chiesa cattolica.

## Territorio
La diocesi comprendeva all'incirca il territorio dell'attuale contea di Cambridgeshire, nella parte sud-orientale dell'Inghilterra.
Sede vescovile era la città di Ely, dove si trova la cattedrale dedicata a San Pietro e a Sant'Eteldreda.
Nel 1217 la diocesi era divisa in 10 decanati rurali, scesi a 8 nel 1291: Camps, Harston, Shingay, Bourn e Papworth, Chesterton, Cambridge, Ely e Wisbech. Questa suddivisione era ancora in vigore all'epoca della riforma del XVI secolo. Comprendeva all'incirca 150 parrocchie: ne sono censite 150 nel 1217, 154 nel 1254 e 152 nel 1561.
Diverse erano le abbazie e i monasteri presenti nel territorio diocesano. I benedettini avevano l'abbazia di Thorney, fondata nella seconda metà del X secolo. Le benedettine possedevano quattro comunità: l'abbazia di Chatteris (XI secolo) e i priorati di Santa Redegonda a Cambridge, di Ickleton e di Swaffham Bulbeck (tutti del XII secolo). Gli agostiniani possedevano tre priorati: Barnwell, una delle più antiche fondazioni dell'ordine in Inghilterra, fondato nel 1112; Anglesey, eretto nel 1212 circa; e Spinney, anch'esso risalente ai primi decenni del XIII secolo. A Cambridge inoltre si trovavano residenze dei francescani e dei carmelitani.
Nel territorio della diocesi si trovava anche la celebre università di Cambridge.

## Storia
L'idea di erigere una diocesi con sede nell'abbazia benedettina di Ely, fondata nel 970 sui resti dell'antico monastero femminile eretto da sant'Eteldreda nel 673 e distrutto durante l'invasione dei Vichinghi danesi a metà del IX secolo, risale ai primi anni del XII secolo, con l'abate Riccardo. Questi era riuscito ad ottenere dal re Enrico I l'esenzione dalla giurisdizione dei vescovi di Lincoln. Ma per evitare ulteriori conflitti con i vescovi e per rendere più autonoma l'abbazia, concepì il progetto di una diocesi con sede nella propria abbazia.
L'abate Riccardo morì prima di poter vedere realizzata questa sua idea. Alla sua morte, il 16 giugno 1107, il re affidò l'amministrazione dell'abbazia a Hervey il Bretone, vescovo eletto di Bangor, che non era riuscito a farsi accettare dai suoi fedeli. La questione della nascita di una nuova diocesi fu discussa in un sinodo riunito a Londra, presieduto dal metropolita di Canterbury, sant'Anselmo. Questi e il re Enrico I scrissero al papa Pasquale II, appoggiando la richiesta di Hervey il Bretone di creare una nuova diocesi a Ely, con territorio ricavato dalla diocesi di Lincoln. Il papa rispose il 21 novembre 1108 con 4 lettere al re, ad Anselmo e all'episcopato inglese, con le quali dette il suo assenso alla nascita della nuova diocesi.
L'esecuzione delle decisioni pontificie furono differite di alcuni mesi e il 27 giugno 1109 Hervey fu consacrato primo vescovo di Ely. Il capitolo monastico divenne il capitolo della cattedrale; il vescovo era de iure l'abate di Ely, ma de facto l'esercizio del governo abbaziale era affidato ad un priore, nominato dal vescovo.
Tutti i vescovi del XII secolo erano anche membri della corte reale, più preoccupati di seguire gli affari politici che di amministrare la loro diocesi. Tra questi si ricordano in particolare Guglielmo di Longchamp, ministro di Riccardo I, e il suo successore, Eustace, che fu cancelliere del regno.
Nel corso del XIII secolo furono nominati tre religiosi sulla sede di Ely: il cistercense John, abate di Fountains; e i benedettini Hugh di Northwold e Hugh di Balsham, priore della stessa abbazia di Ely. Nella seconda metà del secolo furono nominati vescovi due chierici non ancora preti, John Kirkby e William di Louth. Alla morte di quest'ultimo, nel 1298, ci fu un'elezione contestata: i due pretendenti alla cattedra di Ely si recarono a Roma, papa Bonifacio VIII annullò l'elezione e nominò vescovo di Ely Ralph Walpole, trasferendolo dalla sede di Norwich.
A partire da Simon Montacute, nominato nel 1337, tutti i vescovi di Ely saranno scelti dai papi, che annullarono o ignorarono tutte le elezioni fatte dal capitolo dei monaci della cattedrale, spesso su richiesta dei re d'Inghilterra. Tre di questi furono in seguito nominati arcivescovi di Canterbury: Simon Langham (1362-1366), Thomas Bourchier (1443-1454) e John Morton (1478-1486). Un altro, Thomas Arundel, fu trasferito a York prima di accedere a Canterbury nel 1396. Durante l'episcopato di John Fordham, dopo il 1400, i cancellieri dell'università di Cambridge furono dispensati dal richiedere la conferma della loro elezione ai vescovi di Ely e di prestare loro il giuramento di fedeltà.
Alla morte di Philip Morgan nel 1425 fu nominato Thomas Bourchier, vescovo di Worcester, ma non essendo gradito al re non poté prendere possesso della sede di Ely e preferì allora rimanere a Worcester. La diocesi fu data in commendam a Luigi di Lussemburgo, arcivescovo di Rouen, che non sembra abbia mai messo piede a Ely, preferendo governare la diocesi tramite vicari. Alla sua morte nel 1443, fu nominato nuovamente Thomas Bourchier, il quale, questa volta, riuscì ad entrare in possesso della sua sede.
Nel XVI secolo si susseguirono vescovi licenziosi e mondani, come per esempio James Stanley (1506-1515), a vescovi di alto profilo morale e teologico, quali Richard Redman (1501-1505) e Nicholas West (1515-1533). Alla morte di questi, seguì il vescovo Thomas Goodrich (1534-1554), che fece parte della commissione incaricata di studiare il caso di divorzio del re Enrico VIII, appoggiandone le richieste; favorì l'introduzione della riforma protestante nella sua diocesi, ordinando l'eliminazione del nome del papa nelle preghiere liturgiche, la distruzione di statue e immagini sacre; fu uno dei revisori della traduzione in inglese della Bibbia e partecipò alla redazione del Book of Common Prayer nel 1548. Fu durante il suo episcopato che fu soppressa l'abbazia di Ely, con atto del 18 novembre 1539.
Thomas Goodrich, pur favorevole alla riforma, non era certo votato al martirio, e non impiegò molto a fare atto di sottomissione alla regina Maria la cattolica, cosa che gli permise di rimanere sulla propria sede fino alla morte nel 1554. Gli succedette Thomas Thirlby, ultimo vescovo in comunione con la sede di Roma; pur avendo scritto in favore dell'obbedienza dovuta al re anche in campo religioso, sostenendo le posizioni del vescovo di Londra Edmund Bonner (anch'egli vescovo anglicano tornato poi cattolico) ed essendo stato consacrato vescovo nel 1540, quindi dopo lo scisma (divenne primo vescovo della nuova diocesi di Westminster prima di essere trasferito alla diocesi di Norwich nel 1550) rimase un convinto cattolico in campo teologico, fu uno dei prelati che condannarono Thomas Cranmer all'esecuzione, e lui stesso, nella sua diocesi, condannò al rogo un suo prete, John Hullier. Venne deposto dalla regina Elisabetta nel 1559 per il suo rifiuto di sottoscrivere l'atto di Supremazia e morì a Lambeth nell'agosto 1570.
Con Richard Cox, nominato dalla regina nel 1559, ebbe fine la diocesi cattolica ed ebbe inizio la serie dei vescovi anglicani.

## Cronotassi dei vescovi
- Hervey il Bretone † (27 giugno 1109 consacrato - 30 agosto 1131 deceduto)
- Nigel † (1º ottobre 1133 - 30 maggio 1169 deceduto)
  - Sede vacante (1169-1174)
- Geoffrey Ridel † (6 ottobre 1174 - 21 agosto 1189 deceduto)
- William de Longchamp † (31 dicembre 1189 - 31 gennaio 1197 deceduto)
- Eustace † (8 marzo 1198 - 3 febbraio 1215 deceduto)
  - Sede vacante (1215-1220)
- John di Fountains, O.Cist. † (8 marzo 1220 consacrato - 6 maggio 1225 deceduto)
- Geoffrey di Burgh † (29 giugno 1225 consacrato - 8 o 17 dicembre 1228 deceduto)
- Hugh di Northwold, O.S.B. † (10 giugno 1229 consacrato - 6 agosto 1254 deceduto)
- William di Kilkenny † (15 agosto 1255 consacrato - 21 settembre 1256 deceduto)
- Hugh di Balsham, O.S.B. † (14 ottobre 1257 consacrato - 15 giugno 1286 deceduto)
- John Kirkby † (22 settembre 1286 consacrato - 26 marzo 1290 deceduto)
- William di Louth † (1º ottobre 1290 consacrato - 25 marzo 1298 deceduto)
  - John Salmon † (vescovo eletto)[6]
  - John Langton † (vescovo eletto)
- Ralph Walpole † (5 giugno 1299 - 20 marzo 1302 deceduto)
- Robert Orford, O.S.B. † (14 aprile 1302 - 21 gennaio 1310 deceduto)
- John Ketton, O.S.B. † (6 settembre 1310 consacrato - 14 maggio 1316 deceduto)
- John Hotham † (3 ottobre 1316 consacrato - 15 gennaio 1337 deceduto)
- Simon Montacute † (14 marzo 1337 - 20 giugno 1345 deceduto)
- Thomas di Lisle, O.P.  † (15 luglio 1345 - 23 giugno 1361 deceduto)
- Simon Langham, O.S.B. † (10 gennaio 1362 - 24 luglio 1366 nominato arcivescovo di Canterbury)
- John Barnet † (14 dicembre 1366 - 7 giugno 1373 deceduto)
- Thomas Arundel † (13 agosto 1373 - 13 giugno 1388 nominato arcivescovo di York)
- John Fordham † (13 luglio 1388 - 19 novembre 1425 deceduto)
- Philip Morgan † (27 febbraio 1426 - 25 ottobre 1435 deceduto)
  - Luigi di Lussemburgo † (27 settembre 1437 - 4 ottobre 1443 deceduto) (amministratore apostolico)
- Thomas Bourchier † (20 dicembre 1443 - 21 giugno 1454 nominato arcivescovo di Canterbury)
- William Grey † (21 giugno 1454 - 4 agosto 1478 deceduto)
- John Morton † (30 ottobre 1478 - 6 ottobre 1486 nominato arcivescovo di Canterbury)
- John Alcock † (6 ottobre 1486 - 1º ottobre 1500 deceduto)
- Richard Redman † (26 maggio 1501 - 24 agosto 1505 deceduto)
- James Stanley † (18 luglio 1506 - 22 marzo 1515 deceduto)
- Nicholas West † (27 luglio 1515 - 28 aprile 1533 deceduto)
- Thomas Goodrich † (19 aprile 1534 - 10 maggio 1554 deceduto)
- Thomas Thirlby † (21 giugno 1555 - 26 agosto 1570 deceduto)